# Liste der Baudenkmäler in Thyrnau
Auf dieser Seite sind die Baudenkmäler in der niederbayerischen Gemeinde Thyrnau zusammengestellt. Diese Tabelle ist eine Teilliste der Liste der Baudenkmäler in Bayern. Grundlage ist die Bayerische Denkmalliste, die auf Basis des Bayerischen Denkmalschutzgesetzes vom 1. Oktober 1973 erstmals erstellt wurde und seither durch das Bayerische Landesamt für Denkmalpflege geführt wird. Die folgenden Angaben ersetzen nicht die rechtsverbindliche Auskunft der Denkmalschutzbehörde.

## Baudenkmäler nach Ortsteilen

### Thyrnau
| Lage                         | Objekt                                    | Beschreibung | Akten-Nr.    | Bild           |
| ---------------------------- | ----------------------------------------- | --- | ------------ | -------------- |
| Abteistraße 1 (Standort)     | Zisterzienserinnenabtei                   | Ehemals Fürstbischöfliches Jagdschloss, anstelle einer 1257 genannten Burg errichtet unter Fürstbischof Raymund Ferdinand von Rabatta von Domenico d’Angeli 1714–18, seit 1902 Zisterzienserinnenabtei; ehemals Corps de Logis, dreigeschossiger und firstparalleler Walmdachbau mit zwei kräftig vorspringenden Mittelrisaliten, Dachreiter und Putzgliederungen, spätbarock, 1718, Dächer nach Mitte 18. Jahrhundert; Einfahrt in den Ehren- bzw. Schlosshof, Tor mit zwei Fußgängerpforten und gegliederten Pfeilern, bezeichnet 1718; zwei Pavillons als Schlosshofbegrenzung, eingeschossige Walmdachbauten mit Eckquaderungen; Nordflügel, dreigeschossiger Mansardwalmdachbau mit Putzgliederungen, neubarock, 1910; Südflügel mit Klosterkirche, dreigeschossiger Walmdachbau mit zweigeschossigem Verbindungsbau zum Hauptgebäude, an der Langseite Kastenerker und Balusterloggia, neubarock, von Johann Baptist Schott 1913; mit Ausstattung. | D-2-75-150-1 | weitere Bilder |
| Abteistraße 14 (Standort)    | Bildstock                                 | Achteckiger Pfeiler mit Tabernakelaufsatz und Firstkreuz, Granit, spätgotisch, bezeichnet 1487 | D-2-75-150-2 | Bildstock      |
| Hofmarkstraße 2 (Standort)   | Bildstock                                 | Gefaster Pfeiler mit Tabernakelaufsatz und Firstkreuz, im Sockel Opferstock, Ende 15. Jahrhundert | D-2-75-150-5 | Bildstock      |
| Hofmarkstraße 2 a (Standort) | Katholische Nebenkirche St. Christophorus | Saalkirche mit Polygonalchor und Westturm, Westhälfte mit Turm 2. Hälfte 14. Jahrhundert, Osthälfte um 1500, Renovierungen 1548 (bezeichnet) und 1679 (bezeichnet); mit Ausstattung | D-2-75-150-4 | weitere Bilder |
| Hofmarkstraße 11 (Standort)  | Gasthaus                                  | Zweigeschossiger Zweiflügelbau mit Walmdächern, an der Hofseite des Westflügels doppelgeschossige Galerien, 16.–18. Jahrhundert | D-2-75-150-3 | weitere Bilder |
| Lorettoplatz 1 (Standort)    | Lorettokapelle                            | Ursprünglich Marienkapelle von 1622, unter Fürstbischof Johann Philipp Graf von Lamberg 1699 Ausbau und Nachbildung der Casa Santa in Loreto, deren äußere Architekturgliederung hier aufgemalt wurde; mit Ausstattung; bildet mit Pfarrkirche und Pfarrhof eine eindrucksvolle Baugruppe | D-2-75-150-8 | weitere Bilder |
| Lorettoplatz 1 (Standort)    | Katholische Pfarrkirche St. Franz Xaver   | Baugruppe aus katholischer Pfarrkirche St. Franz Xaver und Pfarrhaus mit gemeinsamer Doppelgiebelfront und Vorschussmauer, spätbarock, 1768/69 von Anton Gärtler unter Fürstbischof Graf Firmian; Pfarrkirche, Saalkirche mit Querhaus, Rechteckchor, Schweifgiebel, Dachreiter und Putzgliederungen, Querhaus 1899, Chor 1928; mit Ausstattung | D-2-75-150-7 | weitere Bilder |
| Lorettoplatz 1 (Standort)    | Pfarrhaus                                 | Zweigeschossiger und giebelständiger Satteldachbau mit Schweifgiebeln und Putzgliederungen | D-2-75-150-7 | Pfarrhaus      |

### Aichet
| Lage                   | Objekt     | Beschreibung | Akten-Nr.    | Bild       |
| ---------------------- | ---------- | --- | ------------ | ---------- |
| Nähe Aichet (Standort) | Wegkapelle | Firstparalleler Walmdachbau mit Vordach und gestuften rundbogigen Öffnungen, 1. Drittel 19. Jahrhundert; mit Ausstattung | D-2-75-150-9 | Wegkapelle |

### Donauwetzdorf
| Lage                        | Objekt  | Beschreibung                          | Akten-Nr.     | Bild           |
| --------------------------- | ------- | ------------------------------------- | ------------- | -------------- |
| In Donauwetzdorf (Standort) | Kapelle | Alte Ausstattung der modernen Kapelle | D-2-75-150-11 | weitere Bilder |

### Eggersdorf
| Lage                              | Objekt    | Beschreibung                                                                                     | Akten-Nr.     | Bild      |
| --------------------------------- | --------- | ------------------------------------------------------------------------------------------------ | ------------- | --------- |
| Eggersdorfer Straße 15 (Standort) | Bildstock | Gefaster Pfeiler mit Tabernakelaufsatz und Firstkreuz, Granit, spätgotisch, Ende 15. Jahrhundert | D-2-75-150-43 | Bildstock |

### Fattendorf
| Lage                     | Objekt   | Beschreibung                                                  | Akten-Nr.     | Bild     |
| ------------------------ | -------- | ------------------------------------------------------------- | ------------- | -------- |
| Fattendorf 21 (Standort) | Hofkreuz | Kruzifix im Dreinageltypus, spätbarock, Mitte 18. Jahrhundert | D-2-75-150-12 | Hofkreuz |

### Gosting
| Lage                  | Objekt                     | Beschreibung | Akten-Nr.     | Bild                     |
| --------------------- | -------------------------- | --- | ------------- | ------------------------ |
| Gosting 1 (Standort)  | Zugehöriges Ausnahmshaus   | Mit Flachsatteldach, 2. Viertel 19. Jahrhundert | D-2-75-150-13 | Zugehöriges Ausnahmshaus |
| Gosting 2 (Standort)  | Wohnhaus des Vierseithofes | Stattlicher dreigeschossiger Mansardwalmdachbau mit Zwerchgiebel und offenem Eingangsrisalit mit Balustrade, 1833, 1904 erneuert und aufgestockt (bezeichnet) Hofkreuz, Kruzifixus im Dreinageltypus, 18. Jahrhundert (am Nebengebäude) | D-2-75-150-14 | weitere Bilder           |
| Gosting 10 (Standort) | Ehemaliges Bauernhaus      | Eingeschossiger und giebelständiger Tuffquaderbau mit vorschießendem Flachsatteldach, Kniestock und erneuertem Giebelschrot, bezeichnet 1837                                                                                            | D-2-75-150-15 | Ehemaliges Bauernhaus    |

### Hitzing
| Lage                    | Objekt     | Beschreibung | Akten-Nr.     | Bild       |
| ----------------------- | ---------- | --- | ------------- | ---------- |
| Schochetfeld (Standort) | Bildstock  | Säule mit Tabernakelaufsatz, wohl 18. Jahrhundert | D-2-75-150-17 | Bildstock  |
| Weberfeld (Standort)    | Wegkapelle | Traufständiger Satteldachbau mit Giebelmauern, Rahmengliederungen, spitzbogigen Öffnungen und figürlichem Tympanon, neugotisch, Ende 19. Jahrhundert; mit Ausstattung | D-2-75-150-16 | Wegkapelle |

### Kapfham
| Lage                  | Objekt                   | Beschreibung | Akten-Nr.     | Bild                     |
| --------------------- | ------------------------ | --- | ------------- | ------------------------ |
| Kapfham 6 (Standort)  | Bildstock                | Säule mit vierseitigem Kopfteil, Granit, bezeichnet 1704 | D-2-75-150-21 | Bildstock                |
| Kapfham 6 (Standort)  | Dorfkapelle              | Traufständiger und polygonal schließender Satteldachbau mit verschindeltem Glockendachreiter, 19. Jahrhundert; mit Ausstattung                                    | D-2-75-150-20 | Dorfkapelle              |
| Kapfham 8 (Standort)  | Bauernhaus               | Zweigeschossiger Satteldachbau mit Dachvorschuss und Bändergliederung, 1. Hälfte 19. Jahrhundert, Veränderungen frühes 20. Jahrhundert, im Giebel bezeichnet 1925 | D-2-75-150-19 | weitere Bilder           |
| Kapfham 8 (Standort)  | Zugehöriges Ausnahmshaus | Eingeschossiger und traufständiger Flachsatteldachbau mit Blockbau–Obergeschoss und Traufschrot, 1. Viertel 19. Jahrhundert                                       | D-2-75-150-19 | Zugehöriges Ausnahmshaus |
| Kapfham 11 (Standort) | Arma–Christi–Kreuz       | Kruzifixus im Viernageltypus, 19. Jahrhundert | D-2-75-150-42 | Arma–Christi–Kreuz       |

### Kelchham
| Lage                  | Objekt  | Beschreibung                          | Akten-Nr.     | Bild    |
| --------------------- | ------- | ------------------------------------- | ------------- | ------- |
| Kelchham 5 (Standort) | Kapelle | Alte Ausstattung der modernen Kapelle | D-2-75-150-22 | Kapelle |

### Kellberg
| Lage                                                                          | Objekt                                              | Beschreibung | Akten-Nr.     | Bild                    |
| ----------------------------------------------------------------------------- | --------------------------------------------------- | --- | ------------- | ----------------------- |
| Eggersdorfer Straße 7 (Standort)                                              | Bildstock                                           | Säule mit vierseitigem Tabernakelaufsatz, Granit, bezeichnet 1760 oder 1770 | D-2-75-150-30 | Bildstock               |
| Bahnlinie Passau - Hauzenberg;Erlau (Standort)                                | Eisenbahnbrücke bei Schmölz                         | Eisenbahnbrücke über die Erlau, Teil der Lokalbahnstrecke Passau-Hauzenberg, Balkenbrücke mit horizontalem Schwung, aus vernieteten Eisenplatten, Lager–/Böschungsflügel und flussständiger Mittelpfeiler aus Granitquadermauerwerk, 1903/04                                    | D-2-75-150-41 | weitere Bilder          |
| Bahnlinie Passau - Hauzenberg, Bahnlinie Passau - Hauzenberg;Erlau (Standort) | Eisenbahnbrücke Schlossberg–Passage                 | Teil der Lokalbahnstrecke Passau-Hauzenberg, Parabelbogen–Brücke mit steilen Entlastungsbögen, Granitquadermauerwerk, 1903/04 | D-2-75-150-36 | weitere Bilder          |
| Sankt–Blasius–Straße 3 (Standort)                                             | Katholische Pfarrkirche St. Blasius                 | Dreischiffige Staffelhalle mit eingezogenem Polygonalchor, ursprünglich frei stehendem Westturm, Vorzeichen und doppelgeschossiger Sakristei, nach Mitte 15. Jahrhundert, Langhaus bez. 1488, Turm 2. Hälfte 14. Jahrhundert, Haube barock, 1879 Regotisierung; mit Ausstattung | D-2-75-150-23 | weitere Bilder          |
| Sankt-Blasius-Straße 4 (Standort)                                             | Wohnhaus                                            | Zweigeschossiger Obergeschoss–Blockbau mit vorschießendem Flachsatteldach, Kniestock und versteinerter Front, bezeichnet 1844 | D-2-75-150-27 | Wohnhaus                |
| Sankt–Blasius–Straße 5 (Standort)                                             | Friedhofs- und ehemalige Karnerkapelle St. Leonhard | Hoch aufgesockelter Steilwalmdachbau mit Eckverstärkungen, spätgotisch, 2. Hälfte 15. Jahrhundert mit Ausstattung | D-2-75-150-23 | weitere Bilder          |
| Sankt–Blasius–Straße 6 (Standort)                                             | Wohnhaus                                            | Zweigeschossiger und giebelständiger Massivbau mit vorschießendem Flachsatteldach und Kniestock, bezeichnet 1828 | D-2-75-150-28 | Wohnhaus                |
| Sankt–Blasius–Straße 11 (Standort)                                            | Ehemals Pfarrhaus                                   | Zweigeschossiger und firstparalleler Walmdachbau mit Putzgliederungen, bezeichnet 1744 | D-2-75-150-29 | Ehemals Pfarrhaus       |
| Sankt–Blasius–Straße 11 (Standort)                                            | Zugehöriges Gesindehaus                             | Geschweiftes Hoftor mit Fußgängerpforte, Pfeilern und Knechtkammer als eingeschossiger Satteldachbau | D-2-75-150-29 | Zugehöriges Gesindehaus |
| Bahnlinie Passau - Hauzenberg;Erlau (Standort)                                | Eisenbahnbrücke über die Erlau                      | Teil der Lokalbahnstrecke Passau-Hauzenberg, flache Segmentbögen aus Granitquadermauerwerk, 1903/04 | D-2-75-150-37 | weitere Bilder          |

### Papiermühle
| Lage                                          | Objekt                                      | Beschreibung | Akten-Nr.     | Bild                                        |
| --------------------------------------------- | ------------------------------------------- | --- | ------------- | ------------------------------------------- |
| Bahnlinie Passau–Hauzenberg (Standort)        | Überführung der alten Straße nach Zwölfling | Teil der Lokalbahnstrecke Passau-Hauzenberg; segmentbogige Straßenbrücke, Granitquadermauerwerk, 1903/04                                                                        | D-2-75-150-40 | Überführung der alten Straße nach Zwölfling |
| Bahnlinie Passau–Hauzenberg; Erlau (Standort) | Eisenbahnbrücke über die Erlau              | Teil der Lokalbahnstrecke Passau–Hauzenberg, Fluss- und Straßenüberführung zu drei flachen Stichbögen aus Granitquadermauerwerk, 1903/04, östliche Anflankung aus Beton, modern | D-2-75-150-39 | weitere Bilder                              |
| Papiermühle 3 (Standort)                      | Dorfkapelle St. Martin                      | Saalbau mit eingezogenem Polygonalchor und Glockendachreiter, neugotisch, 1869-70; mit Ausstattung                                                                              | D-2-75-150-31 | weitere Bilder                              |

### Schaibing
| Lage                           | Objekt                | Beschreibung | Akten-Nr.     | Bild           |
| ------------------------------ | --------------------- | --- | ------------- | -------------- |
| Bahnhof Schaibing 1 (Standort) | Waldgasthof Schaibing | Um 1905; mehrgliedriger, zweigeschossiger Walmdachbau mit hohem Granitsockel, Zwerchhaus, Schwalbennest-Erker und Putzgliederungen, Heimatstil; rückwärtige Böschungssicherung in granitenem Zyklopenmauerwerk; Doppeltreppe mit Treppe zum Aussichtspunkt und Wassertreppe zum Brunnen | D-2-75-150-38 | weitere Bilder |

### Waning
| Lage                                         | Objekt             | Beschreibung                                                                               | Akten-Nr.     | Bild               |
| -------------------------------------------- | ------------------ | ------------------------------------------------------------------------------------------ | ------------- | ------------------ |
| am westlichen Ortsende von Waning (Standort) | Arma–Christi–Kreuz | Arma–Christi–Kreuz im Dreinagel–Typus, 19. Jahrhundert, in der neu errichteten Holzkapelle | D-2-75-150-33 | Arma–Christi–Kreuz |

### Wingersdorf
| Lage                        | Objekt                                           | Beschreibung                            | Akten-Nr.     | Bild                                             |
| --------------------------- | ------------------------------------------------ | --------------------------------------- | ------------- | ------------------------------------------------ |
| Nähe Wingersdorf (Standort) | Gedenkstein an einen Besuch König Maximilians II | Pfeiler mit Inschrift, bezeichnet 1878. | D-2-75-150-34 | Gedenkstein an einen Besuch König Maximilians II |

### Zwölfling
| Lage                 | Objekt      | Beschreibung | Akten-Nr.     | Bild        |
| -------------------- | ----------- | --- | ------------- | ----------- |
| Erlaufeld (Standort) | Feldkapelle | Rechteckiger Satteldachbau, Anfang 19. Jahrhundert; mit Ausstattung "In gegenwärtiger Gestalt um 1860 gebaut vom „Marl“ in Zwölfling. Vorher Holzbau. Großes Interesse für die Kapelle zeigte der Besitzer der Bleiche Eglauer, der auch die Muttergottes-Statue beschaffte; sie soll früher an einem Hause in der Innstadt angebracht gewesen sein; Gliederfigur. Beschreibung aus dem Jahr 1920 von Pfarrer Nagler" | D-2-75-150-35 | Feldkapelle |

## Ehemalige Baudenkmäler
In diesem Abschnitt sind Objekte aufgeführt, die früher einmal in der Denkmalliste eingetragen waren, jetzt aber nicht mehr. Objekte, die in anderem Zusammenhang – also z. B. als Teil eines Baudenkmals – weiter eingetragen sind, sollen hier nicht aufgeführt werden. Aktennummern in diesem Abschnitt sind ehemalige, jetzt nicht mehr gültige Aktennummern.

| Lage                               | Objekt                                                  | Beschreibung | Akten-Nr.     | Bild |
| ---------------------------------- | ------------------------------------------------------- | --- | ------------- | ---- |
| Buchsee (Standort)                 | Kapelle                                                 | 18. Jahrhundert; mit Ausstattung; am westlichen Ortsende (Anmerkung: Kapelle möglicherweise auf den Verkehrskreisel am westlichen Ortsende versetzt; Koordinaten dahingehend geändert) | D-2-75-150-10 | BW   |
| Hundsdorf 22 (Standort)            | Anwesen                                                 | bezeichnet 1879 | D-2-75-150-18 | BW   |
| Kellberg Kurpromenade 2 (Standort) | Wohnhaus                                                | Wohnhaus mit Pyramidendach, erbaut 1855 | D-2-75-150-26 | BW   |
| Raßbach 2 (Standort)               | Haustür mit geschnitzten Füllungen und steinernem Sturz | bezeichnet 1847 | D-2-75-150-32 | BW   |